# 好戲量

好戲量

好戲量（FM Theatre Power），是香港劇團，於2000年成立，於2011年起受香港藝術發展局恆常資助。好戲量除了劇場演出外，亦舉辦工作坊讓大眾接觸戲劇。此外還出版劇本集。

## 劇團簡介
創團藝術總監為香港演藝學院畢業生楊秉基，現任助理藝術總監為香港演藝學院戲劇教育碩士馮世權；並由英國列斯大學戲劇碩士、2012年度香港十大傑出青年賴恩慈擔任主席。其八位核心成員更獲香港藝術發展局獨立資助，包括：李雅瑜﹑賴恩慈﹑陳菀甄﹑馮世權﹑陳裕君﹑黃綺雯､梁玉玲及陳子文。
劇場作品包括《駒歌》(四度公演)、《陰質教育》(十一度公演)、《吉蒂與死人頭》(廿二度公演，三百三十場，破香港小劇場演出紀錄)、《忘了時間》、《一個無政府主義者的意外死亡》(獲選為2012年度十佳)、《點呀老豆老母》(三度公演)、《邊個發明了返工》、《女兒紅》、《林美香》、《囍事近》、《婚後事》等。《一個無政府主義者的意外死亡》獲劇界好評，更被列為全年十佳劇場演出。
2005年上演之《駒歌》於尖沙咀香港文化中心連續上演二十二場。2012年《吉蒂與死人頭》10週年紀念，破香港劇場紀錄16度公演242場。2012年《陰質教育》11度公演，進軍伊利沙伯體育館。
憑「西九龍文娛藝術街」、「Theatre Everywhere」等公共空間計劃，獲西九文化區管理局與藝術發展局合辦海外考察計畫資助，成為五大藝團之一，並由主席賴恩慈代表前往美國考察公共空間表演。好戲量曾獲2010年香港藝術發展獎優異藝術教育獎。

## 批評

### 妨礙公共空間
有網民認為，好戲量長年於旺角及銅鑼灣等地的大街上，進行表演，同時也妨礙到其他市民的公共空間，令途人感到滋擾。好戲量部份成員曾經因為被指阻街或行為不檢而被扣查，事後有成員報稱在警署被警員毆打，各人拍有警員拉人經過的手機亦被警方以證物為由扣押。該組織曾於2013年12月用街頭表演控訴香港警方。

## 劇場演出
- 2016  CCCD X Fmtp《展望劇場 Playforward Theatre》
- 2014 《火柴人決戰陰質教育》
- 2014 《I APP U》
- 2013 《香港互動即興劇場節》
- 2013 《陳裕君獨步劇壇 – 色‧香‧味：林美香》(重演)
- 2013 《駒歌》＠伊館
- 2013 《吉蒂與死人頭》
- 2013 《女兒紅》重演
- 2012 《陳裕君獨步劇壇—色‧香‧味：林美香》
- 2012 《陳裕君獨步劇壇—色‧香‧味：留不住的香氣》
- 2012《當大教育家遇上陰質教育》
- 2012《陰質教育》(狼心豬廢版、染紅洗腦版)
- 2012 《女兒紅》
- 2012《放飛機的孩子》(三度公演)
- 2012《婚後事》(重演)
- 2012《一個無政府主義者的意外死亡》(首演及重演)
- 2012 《黃花閨女》(重演)
- 2012《公主症候群》
- 2012《囍事近》重演
- 2011《陳裕君獨步劇壇—色‧香‧味：扭計色》(重演及三度公演)》
- 2011《婚後事》
- 2011《邊個發明了返工》
- 2011《忘了時間》(五度公演)
- 2010 《旅逃》
- 2010《女人‧型》
- 2010《俾D顏色我體》
- 2010《賤男的懺悔》
- 2010《陳裕君獨步劇壇—色‧香‧味：扭計色》(首演)
- 2010《陰質教育》(三三四窒息版)
- 2009《殘酷哈姆雷特》
- 2009《黃花閨女》
- 2009《放飛機的孩子》(首演、重演)
- 2009《東亞病夫運動會》
- 2009《神奇女俠》
- 2009 獲邀參與「香港有戲」小劇場節
- 2008 《吉蒂與死人頭》(復活再版及挑戰200場版)
- 2008 朱凌凌《博到單車變摩托＠真的散ＢＡＮＤ了》
- 2008 《點呀老豆老母》(三度公演)
- 2008《陰質教育》(潛水怕屈機版)
- 2008《駒歌》(重演)
- 2007 《吉蒂的演戲家族》
- 2007《吉蒂與死人頭》(四度公演)
- 2007《天下圍攻》
- 2007《陰質教育》(回龜版)
- 2007《點呀老豆老母》(重演)
- 2006 《我愛你個頭》(重演)
- 2006《吉蒂與死人頭》(三度公演)
- 2006《忘了時間》(三度及四度公演)
- 2006《陰質教育》(拾狗優精毒版及滅絕版)
- 2006《你唔好去死》
- 2006《歌神英雄傳》
- 2006《仙都唔仙》
- 2006《敏軒不是歌神》
- 2006《你唔好去死》獨腳戲系列《完全自救手冊》
- 2006 國際共融藝術節：「非常劇場」<看見你愛我> 製作統籌及表演單位
- 2006 改編當代戲劇大師易卜生作品，把其《人民公敵》改編成《天下圍攻》
- 2006 獲邀參與亞洲民眾戲劇節協會<你唔好去死>系列
- 2006 抱抱良音「花車巡遊抱抱您」(工作坊導師及表演嘉賓)
- 2005 無言天地劇團 《荷李活大酒店》
- 2005「抱抱良音 05」劇場
- 2005 《陰質教育》(狗優精毒版)
- 2005 《駒歌》(重生版)
- 2005《忘了時間》(三度公演)
- 2005《我愛你個頭》
- 2005《吉蒂與死人頭》(重演)
- 2004 《非典型廢人》
- 2004《駒歌》(首演)
- 2004《陰質教育》
- 2002 《與豬腩肉玩遊戲》兒童劇場及大學版《豬腩肉大學之無豬勝有豬》
- 2002 《與高行建玩遊戲》
- 2002 《M﹠M》
- 2002 《一筆勾消之我愛你玩盡百萬富翁》
- 2001 好戲量藝術總監楊秉基一人一故事劇場(PLAYBACK THEATRE)及論壇劇場(FORUM THEATRE)，創出展望劇場（PLAYFORWARD THEATRE）
- 2001 《忘了時間》於香港戲劇匯演奪得多項獎項
- 2001 《玩盡我愛你百萬富翁》
- 2000 《吉蒂與死人頭》

## 戲劇教育
- 2015年 獲優質教育基金贊助《家。和諧。展望劇場》[7]
- 2010年「展望劇場」獲香港藝術發展局藝術發展獎優異表現獎
- 2009年 珠三角戲劇交流計劃《尋找展望劇場》
- 由2000起，曾獲得聯合國兒童基金會﹑香港世界宣明會、民政事務局、公民教育委員會、青年事務委員會、康文署、伊利莎伯女皇弱智人仕基金、社會福利署等機構贊助巡迴不同社群演出及主持教育劇場
- 先後替香港小童群益會、香港青年協會、香港展能藝術會、明愛、女青年會、青年會、聖公會、信義會、聖雅各福群會、東華三院、香港青少年服務處等社會服務組織策劃及主持戲劇工作坊超過一百個。
- 曾獲超過200間中小學邀請到校演出「通識自選劇場」。

## 電影
- 2011年<<1+1> >>
- 2007 年<馬檻> 紀錄片 （Sex House / Documentary)
- 2004 年<<笨蛋老師>> 紀錄片 DV /10mins
- 2004 年<<馬檻>> 紀錄片 DV /30mins
- 2004 年<<不是長毛 不是切古華拉>> 紀錄片 DV /107min

### 《1+1》
獲「鮮浪潮2010 – 國際短片展」最高榮譽「鮮浪潮大獎」及公開組「最佳電影」，及後又嬴得第十七屆香港獨立短片及錄像比賽（ifva）公開組金獎，參展香港獨立電影節 (HKIFF)、第三十屆溫哥華國際電影節、第十九屆智利聖地亞哥國際短片電影節、印度孟買國際電影節（MIFF 2012）、巴黎短片節、第十四屆意大利烏甸尼斯電影節等，於2012年推出《1+1》的延續篇《N+N》。

## 出版書籍
- 2013年 出版《我們都是聽BEYOND的歌長大》[11]
- 2012年香港浸會大學知識轉移處贊助出版：《感情用事﹣關於好戲量十年》[12]
- 2011年推出《吉蒂與死人頭 劇本集》IPHONE APP
- 2008年出版《吉蒂與死人頭—劇本集及劇場論述》[13]
- 2007年出版《駒歌》
- 2006年出版《歌神英雄傳》CD：《重生》
- 2006年出版《好戲量教育劇場系列—陰質教育》

## 外部連結
- 好戲量的官方網站* （页面存档备份，存于）
- 好戲量FACEBOOK （页面存档备份，存于）